# Okręg Saint-Étienne
Okręg Saint-Étienne (fr. Arrondissement de Saint-Étienne) – okręg w południowo-wschodniej Francji. Populacja wynosi 410 tysięcy.

## Podział administracyjny
W skład okręgu wchodzą następujące kantony:
- Bourg-Argental,
- Chambon-Feugerolles,
- Firminy,
- Pélussin,
- Rive-de-Gier,
- Saint-Chamond-Nord,
- Saint-Chamond-Sud,
- Saint-Étienne-Nord-Est-1,
- Saint-Étienne-Nord-Est-2,
- Saint-Étienne-Nord-Ouest-1,
- Saint-Étienne-Nord-Ouest-2,
- Saint-Étienne-Sud-Est-1,
- Saint-Étienne-Sud-Est-2,
- Saint-Étienne-Sud-Est-3,
- Saint-Étienne-Sud-Ouest-1,
- Saint-Étienne-Sud-Ouest-2,
- Saint-Genest-Malifaux,
- Saint-Héand.